# Elenolinska kiselina
Elenolinska kiselina je komponenta maslinovog ulja i ekstrakta maslinovog lišća. On se može smatrati markerom maturacije maslina.
Oleuropein, hemijsko jedinjenje prisutno u maslinovom lišću, zajedno sa drugim srodnim jedinjenjima poput 10-hidroksioleuropeina, ligstrosida i 10-hidroksiligstrozida, i tirozolnih estara elenolne kiseline.